# Mária José olasz királyné
Mária José  (franciául: Marie-José; Oostende, Belga Királyság, 1906. augusztus 4. – Thônex, Svájc, 2001. január 27.), Szász–Coburg–Gothai-házból származó belga királyi hercegnő, II. Umbertó olasz királlyal kötött házassága révén Olaszország utolsó királynéja 1946 májusa és júniusa között. Harmincnégy napos regnálása királynéként a legrövidebb idő az egyesített olasz történelemben, amely után megkapta a Májusi királyné (olaszul: Regina di maggio) megnevezést.
A hercegnő volt I. Albert belga király és Bajorországi Erzsébet királyné egyetlen leánya, a későbbi III. Lipót király és Károly herceg húga.

## Életrajza

### Ifjúkora

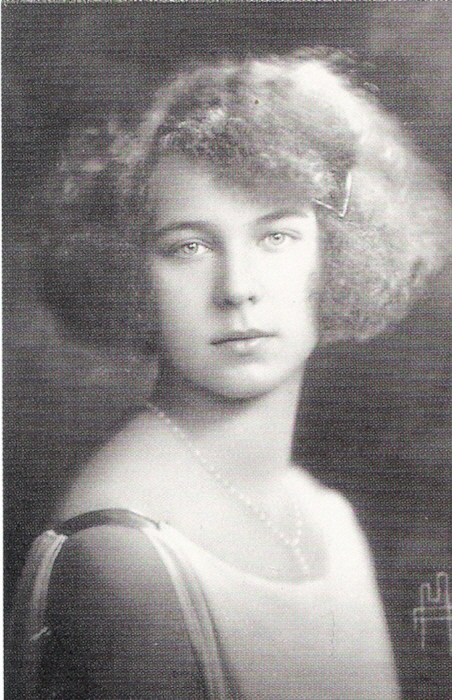
Az ifjú hercegnő az 1920-as évek elején

A hercegnő Mária José Sarolta Zsófia Amália Henrietta Gabriella (franciául: Marie-José Charlotte Sophie Amélie Henriette Gabrielle) néven született Oostende városában 1906. augusztus 4-én, a belga királyi család, a Szász–Coburg–Gothai-ház legifjabb tagjaként. Édesapja a belga király, I. Albert, míg édesanyja Bajorországi Erzsébet királyné, Károly Tivadar bajor herceg leánya volt. Anyai ágról rokoni kapcsolatok fűzték Erzsébet osztrák császárnéhoz is. Nevét anyai nagyanyjáról, I. Mihály portugál király leányáról, Maria José infánsnőről kapta.
Mária José hercegnő volt szülei három gyermeke közül a legfiatalabb, egyben az egyetlen leánygyermek. Két fivére a későbbi III. Lipót belga király és Károly, Flandria grófja, az ország későbbi régense voltak. A hagyományos értékekhez erősen ragaszkodó családi szellemben nevelték őket. A hercegnő szerette a sportokat, hangszeren pedig zongorán és hegedűn játszott. Ez utóbbira az ismert belga hegedűművész, Eugène Ysaÿe oktatta.
Az első világháború idején édesanyjával és fivéreivel Angliába menekültek. A háború vége felé Olaszországba küldték tanulni, ekkor találkozott először későbbi férjével, az olasz trónörökössel, Umbertó herceggel. 1924-ben, az első udvari bálján való részvételkor azt az antik gyöngyökből és gyémántokból kirakott tiarát viselte, ami eredetileg apai üknagyanyja, Stéphanie de Beauharnais tulajdona volt.

### Házassága

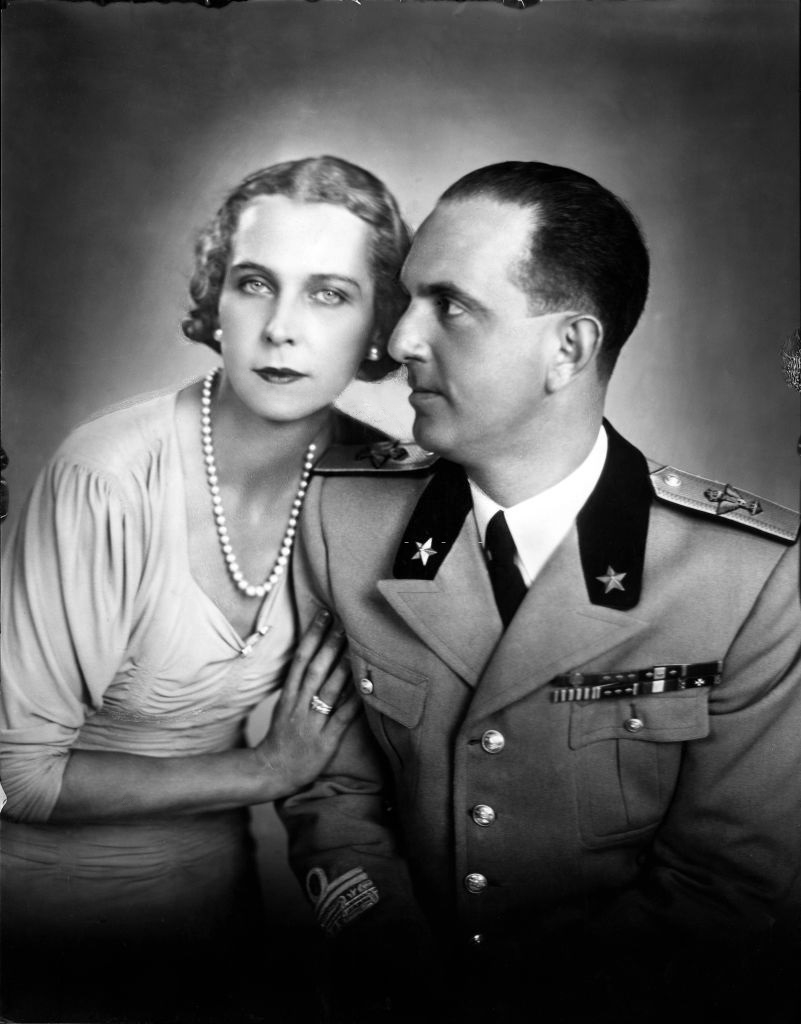
A hercegné férjével, Umbertó trónörökösherceggel az 1940-es évek elején

Mária José és a Savoya–Carignano-házból való Umbertó trónörökösherceg házasságát a hercegnő anyai nagy-nagynénje, Mária Zsófia, az utolsó nápoly–szicíliai királyné erősen ellenezte. A risorgimento során a Két Szicília Királyságát is beolvasztották az Olasz Királyságba, így Mária Zsófia élete végéig ellentétet érezett a Savoyai-házzal szemben.
Az ifjú pár 1930. január 8-án házasodott össze a Quirinale-palotában. A házassággal Mária José Piemont hercegnéje (olaszul: Principessa di Piemonte) rangot kapott. Umbertó III. Viktor Emánuel olasz király és Montenegrói Ilona királyné egyetlen fia és az olasz trón örököse volt. A pár házasságukat követően a torinói királyi palotában élt 1930 novemberéig, majd Nápolyba költöztek. Összesen négy gyermekük született, három leány és egy fiú: Mária Pia (1934), Viktor Emánuel (1937), Mária Gabriella (1940) és Mária Beatrix (1943).

### Későbbi élete
1940. október 17-én Mária José hercegnő és férje találkozott Adolf Hitlerrel. Romano Mussolini, Benito Mussolini fiának elmondása szerint Mária José szexuális kapcsolatba került apjával, bár nem ismert, hogy támogatta volna a fasiszta rezsimet.
A halál végül 2001. január 27-én, kilencvennégy éves korában érte. Férje mellé temették a franciaországi Hautecombe apátságba. A gyászszertartáson részt vett II. Albert belga király, I. János Károly spanyol király, valamint a korábbi görög király, II. Konstantin és iráni császárné, Farah Pahlavi is. A volt királyné halála okozta érzelmi nyomás hatására az olasz parlament hatályon kívül helyezte a volt királyi család tagjaira kirótt száműzetési törvényt, így 2002 óta a Savoyai-ház tagjai újra beutazhatnak Olaszország területére.

## Forrás
1. ↑  Marie-José Charlotte Sophie Louis Amèlie Henriette Olga Gabrielle de Belgique, Regina consorte d'Italia (angol nyelven) (html). Geni.com
2. ↑  The extraordinary life of the beautiful, and radical, last Queen of Italy. Tatler . (Hozzáférés: 2020. augusztus 17.)
3. ↑  An antique and pearl tiara. Christies.com . (Hozzáférés: 2017. december 13.)
4. ↑  Maria Pia Elena Elisabetta Margherita Milena Mafalda Ludovica Telca Gennera, principessa di Savoia (angol nyelven) (html). Geni.com
5. ↑  Vittorio Emanuele, principe di Napoli (angol nyelven) (html). Geni.com
6. ↑  Princess Maria Gabriella Giuseppa Aldegonda Adelaide Ludovica Felicita Gennara di Savoia (angol nyelven) (html). Geni.com
7. ↑  Maria Beatrice Elena Margherita Ludovica Caterina Romana, principessa di Savoia (angol nyelven) (html). Geni.com
8. ↑  Rivelazioni : Mussolini amò Maria José. E Vittorio Emanuele non lo es.... Oggi - People. (Hozzáférés: 2020. augusztus 11.).

| Belgiumi Mária José Szász–Coburg–Gothai-ház Született: 1906. augusztus 4. Elhunyt: 2001. január 27. |                                                    |                    |
| |                                                    |                    |
| Előző Montenegrói Ilona                                                                             | Olaszország királynéja 1946. május 9. – június 12. | Következő nem volt |